# Nậm Chim
Nậm Chim là một sông nhỏ trong lưu vực của sông Đà ở tỉnh Điện Biên, Việt Nam .
Nậm Chim có dòng chảy uốn lượn phức tạp, dài 70 km, trong đó có cỡ 12 km cuối là ranh giới tự nhiên cho biên giới Việt - Lào.

## Dòng chảy
Nậm Chim bắt nguồn từ phía nam Núi Nậm Chim, địa phận xã Phìn Hồ, Nậm Pồ. Núi Nậm Chim cao 1475 m ở phần bắc dãy Si Pa Phìn 21°51′48″B 102°53′2″Đ / 21,86333°B 102,88389°Đ.
Các suối hợp lưu và đổ vào dòng Nậm Chim chảy dọc thung lũng phía tây và nam dãy Si Pa Phìn, cách biên giới Việt - Lào cỡ 1,5 – 3 km. Thung lũng và dòng Nậm Chim uốn cong như đường biên, ở xã Si Pa Phìn, đổi từ hướng nam sang đông rồi đông bắc. 21°43′52″B 102°53′11″Đ / 21,73111°B 102,88639°Đ
Chảy đến bản Nậm Chim 1 ở trung tâm xã Si Pa Phìn thì dòng Nậm Chim chuyển hướng đông.
Từ rìa đông xã Si Pa Phìn giáp với xã, sông đổi dòng sang hướng nam, và là đường biên phía đông của xã. 21°47′37″B 103°1′40″Đ / 21,79361°B 103,02778°Đ
Sang xã Mường Mươn huyện Mường Chà thì Nậm Chim là biên phía tây của xã. Trong đó đoạn cuối từ bản Pú Múa thì nó là đường tự nhiên cho biên giới Việt - Lào, dài cỡ 11 km, cho đến khi gặp dòng Nậm Ty thì hợp lưu tạo ra dòng Nậm Mức, một phụ lưu cấp 1 của sông Đà.

## Thủy điện
- Thủy điện Mường Mươn 21°44′57″B 103°02′21″Đ / 21,749166°B 103,039099°Đ công suất lắp máy 22 MW với 2 tổ máy, xây dựng trên dòng Nậm Chim tại vùng đất xã Ma Thì Hồ và Na Sang huyện Mường Chà, khởi công tháng 12/2018, dự kiến hoàn thành năm 2022 [5].
- Thủy điện Phi Lĩnh 21°47′12″B 102°57′08″Đ / 21,786568°B 102,952359°Đ công suất lắp máy 16 MW với 2 tổ máy, xây dựng trên dòng Nậm Chim tại vùng đất xã Si Pa Phìn huyện Nậm Pồ và xã Ma Thì Hồ huyện Mường Chà.[6]

Chú ý là Các Thủy điện Nậm Chim 1, 1A và 2 đều ở huyện Bắc Yên, tỉnh Sơn La không nằm trên dòng sông này .